# Have You Ever Seen the Rain?
Have You Ever Seen the Rain? – ballada rockowa napisana przez Johna Fogerty’ego, zamieszczona na albumie Pendulum, amerykańskiego rockowego zespołu Creedence Clearwater Revival, który wydany został 7 grudnia 1970 roku.
Piosenka została wydana jako singel, który dotarł do 8. miejsca na Billboard Hot 100 w 1970 roku.

## Nawiązania do utworu
Piosenka CCR został wykorzystana w filmie Evan Wszechmogący.
Utwór pojawił się w serialach takich jak:
- Dowody zbrodni – pierwszy odcinek serialu[5]
- Dexter – dziewiąty odcinek pierwszej serii serialu[6]
- Gwiezdne wrota – ostatni odcinek (20. odcinek, sezon 10.) serialu[7]
- Big little lies – ostatni odcinek (siódmy odcinek drugiego sezonu) serialu

## Pozycje na listach
| Rok  | Singel                         | Pozycja           | Pozycja          |
| Rok  | Singel                         | Billboard Hot 100 | UK Singles Chart |
| ---- | ------------------------------ | ----------------- | ---------------- |
| 1971 | „Have You Ever Seen the Rain?” | 8                 | 36               |

## Twórcy
- Doug Clifford – perkusja
- Stu Cook – bass
- John Fogerty – gitara, pianino, organki, saksofon, wokal
- Tom Fogerty – gitara rytmiczna, wokal

## Covery
Utwór doczekał się kilku coverów. W 1977 roku ukazał się w tanecznej wersji na płycie grupy Boney M Love For Sale. 1993 roku zespół Ramones nagrał punkrockową wersję utworu. Znalazła się ona na albumie Acid Eaters. W tym samym roku utwór w wykonaniu Spin Doctors znalazł się na ścieżce dźwiękowej z filmu Filadelfia. W latach 80. piosenka powstała również w wykonaniu zespołu Smokie i Bonnie Tyler, a w 2006 roku angielski wokalista Rod Stewart nagrał kolejną wersję tej piosenki. Do nowej aranżacji powstał teledysk. Piosenka znalazła się na albumie z samymi coverami – Still the Same... Great Rock Classics of Our Time. Swoją wersję utworu nagrał również polski zespół T.Love.